# Liga de Tailandia
La Thai League 1 (en tailandés: ไทยลีก 1) —conocida como Hilux Revo Thai League por motivos de patrocinio— es la máxima categoría masculina de fútbol del sistema de ligas de Tailandia. Es organizada por la Liga Profesional de Tailandia (Thai League), bajo el auspicio de la Asociación de Fútbol de Tailandia, y se disputa desde 1996.

## Historia
Antes de que Tailandia contase con una liga profesional, los equipos tailandeses disputaban la Copa Kor Royal, un torneo celebrado desde 1916 hasta 1995. El fútbol tailandés anterior a la década de 1990 era mayoritariamente amateur; los clubes estaban vinculados a instituciones estatales, divisiones del Real Ejército Tailandés o empresas privadas.
Siguiendo la estela de otros países asiáticos, la Asociación de Fútbol de Tailandia (FAT) instauró en 1996 el primer campeonato profesional, la Liga de Fútbol de Tailandia (en inglés: Thailand Soccer League). En su primera edición se inscribieron 18 clubes y el vencedor fue el Bangkok Bank. Al año siguiente se instauró un sistema de ascensos y descensos con 12 clubes en la máxima categoría. Los participantes provenían del área metropolitana de Bangkok, aunque luego se inscribieron clubes de otras ciudades cercanas. Por otra parte, en el resto del país se disputaba un campeonato conocido como Liga Provincial.
Debido a que el torneo doméstico no atraía espectadores, la Liga Provincial y la Liga de Tailandia se fusionaron en 2007 para dar origen a la actual Thai League. El campeón de la temporada inaugural bajo el nuevo sistema fue el Chonburi F. C., ubicado a cien kilómetros de la capital. El nuevo formato ha conseguido descentralizar el fútbol tailandés, actualmente dominado por el Buriram United y el Muangthong United. Desde 2006 hasta 2019 se disputaba en el año natural, pero a partir de la temporada 2020-21 se ha seguido un calendario similar al de las ligas europeas.

## Participantes

### Temporada 2025–26
| Club               | Ciudad              | Estadio                       | Capacidad |
| ------------------ | ------------------- | ----------------------------- | --------- |
| Ayutthaya United   | Ayutthaya           | Ayutthaya Provincial Stadium  | 6,000     |
| Bangkok United     | Pathum Thani        | Estadio Thammasat             | 19 375    |
| BG Pathum United   | Pathum Thani        | Estadio Leo                   | 10 000    |
| Buriram United     | Buriram             | Chang Arena                   | 32 600    |
| Chiangrai United   | Chiang Rai          | Estadio Singha                | 13 000    |
| Chonburi           | Chonburi            | Estadio Chonburi              | 8,600     |
| Lamphun Warriors   | Lamphun             | Estadio del 700.º Aniversario | 25 000    |
| Kanchanaburi Power | Kanchanaburi        | Kleeb Bua Stadium             | 13,000    |
| Muangthong United  | Nonthaburi          | Estadio Thunderdome           | 12 500    |
| Nakhon Ratchasima  | Nakhon Ratchasima   | Estadio 80º Aniversario       | 24 641    |
| Port               | Bangkok             | Estadio PAT                   | 6 000     |
| Prachuap           | Prachuap Khiri Khan | Estadio Sam Ao                | 5 000     |
| Ratchaburi         | Ratchaburi          | Estadio Parque Solar Dragón   | 10 000    |
| Rayong             | Rayong              | Estadio Provincial            | 7,500     |
| Sukhothai          | Sukhothai           | Estadio Thung Thalay Luang    | 8 000     |
| Uthai Thani        | Uthai Thani         | Estadio Provincial            | 4 477     |

## Sistema de competición
La Thai League 1 es un torneo organizado por la Liga Profesional de Tailandia, conjuntamente con la Segunda División nacional (Thai League 2) y la Tercera División regional (Thai League 3), bajo el auspicio de la Asociación de Fútbol de Tailandia.
La competición se disputa anualmente, empezando en el mes de agosto y terminando a mediados de mayo del siguiente año. Consta de un grupo único integrado por 16 clubes de fútbol. Siguiendo un sistema de liga, se enfrentarán todos contra todos en dos ocasiones: una en campo propio y otra en campo contrario, hasta disputarse un total de 30 jornadas. El orden de los encuentros se decide por sorteo antes de empezar.
La clasificación final se establece con arreglo a los puntos totales obtenidos por cada equipo al finalizar el campeonato. Los equipos obtienen tres puntos por cada partido ganado, un punto por cada empate y ningún punto por los partidos perdidos. Si al finalizar el campeonato dos equipos igualan a puntos, existen mecanismos de desempate:
1. El que tenga una mayor diferencia entre goles a favor y en contra, según el resultado de los partidos jugados entre ellos.
2. El que tenga la mayor diferencia de goles a favor, teniendo en cuenta todos los obtenidos y recibidos en el transcurso de la competición.
3. El club que haya marcado más goles.

El equipo que al final de las 30 jornadas haya sumado más puntos será el campeón nacional, y se clasificará a la fase de grupos de la Liga de Campeones de la AFC junto con el vencedor de la Copa FA de Tailandia. El segundo y tercer clasificado, por su parte, se clasifican para la ronda previa de playoff de la Liga de Campeones.
Los últimos tres clasificados descienden directamente a la Segunda División, siendo reemplazados por tres clubes de la división inferior: el campeón, el subcampeón, y el vencedor de un playoff del tercer al sexto clasificado. La Asociación de Fútbol de Tailandia se reserva el derecho a rechazar participantes si estos no cumplen los criterios fijados por la organización.

## Historial
Para los campeones anteriores a 1996, véase Copa Kor Royal
| Temporada                   | Campeón                     | Subcampeón                  | Tercero                     | Máximo goleador                     | Club                                       | Goles                       |
| Liga de Fútbol de Tailandia | Liga de Fútbol de Tailandia | Liga de Fútbol de Tailandia | Liga de Fútbol de Tailandia | Liga de Fútbol de Tailandia         | Liga de Fútbol de Tailandia                | Liga de Fútbol de Tailandia |
| --------------------------- | --------------------------- | --------------------------- | --------------------------- | ----------------------------------- | ------------------------------------------ | --------------------------- |
| 1996-97                     | Bangkok Bank                | Stock Exchange of Thailand  | -                           | Amporn Amparnsuwan                  | TOT FC                                     | 21                          |
| 1997                        | Royal Thai Air Force        | Sinthana FC                 | Bangkok Bank                | Worrawoot Srimaka                   | BEC Tero Sasana                            | 17                          |
| 1998                        | Sinthana FC                 | Royal Thai Air Force        | BEC Tero Sasana             | Ronnachai Sayomchai                 | Port Authority of Thailand                 | 23                          |
| 1999                        | Royal Thai Air Force        | Port Authority of Thailand  | BEC Tero Sasana             | Sutee Suksomkit                     | Thai Farmers Bank                          | 13                          |
| 2000                        | BEC Tero Sasana             | Royal Thai Air Force        | Thai Farmers Bank           | Sutee Suksomkit                     | Margveti Zestafoni                         | 16                          |
| 2001-02                     | BEC Tero Sasana             | Osotspa M-150               | Bangkok Bank                | Worrawoot Srimaka Pitipong Kuldilok | BEC Tero Sasana Port Authority of Thailand | 12                          |
| 2002-03                     | Krung Thai Bank FC          | BEC Tero Sasana             | Port Authority of Thailand  | Sarayoot Chaikamdee                 | Port Authority of Thailand                 | 12                          |
| 2003-04                     | Krung Thai Bank FC          | BEC Tero Sasana             | Osotspa M-150               | Vimol Jankam                        | Osotspa M-150                              | 14                          |
| 2004-05                     | Thailand Tobacco Monopoly   | Buriram United              | Osotspa M-150               | Supakit Jinajai Sarayoot Chaikamdee | Buriram United Port Authority of Thailand  | 10                          |
| Thai League                 |                             |                             |                             |                                     |                                            |                             |
| 2006                        | Bangkok University          | Osotspa M-150               | BEC Tero Sasana             | Pipat Thonkanya                     | BEC Tero Sasana                            | 12                          |
| 2007                        | Chonburi FC                 | Krung Thai Bank             | BEC Tero Sasana             | Ney Fabiano de Oliveira             | Thailand Tobacco Monopoly                  | 18                          |
| 2008                        | Buriram United              | Chonburi FC                 | BEC Tero Sasana             | Anon Sangsanoi                      | BEC Tero Sasana                            | 20                          |
| 2009                        | Muangthong United           | Chonburi FC                 | Bangkok Glass               | Anon Sangsanoi                      | BEC Tero Sasana                            | 18                          |
| 2010                        | Muangthong United           | Buriram United              | Chonburi FC                 | Kengne Ludovick                     | Pattaya United                             | 17                          |
| 2011                        | Buriram United              | Chonburi FC                 | Muangthong United           | Franck Ohandza                      | Buriram United                             | 19                          |
| 2012                        | Muangthong United           | Chonburi FC                 | BEC Tero Sasana             | Cleiton Silva Teerasil Dangda       | BEC Tero Sasana Muangthong United          | 24                          |
| 2013                        | Buriram United              | Muangthong United           | Chonburi FC                 | Carmelo González                    | Buriram United                             | 23                          |
| 2014                        | Buriram United              | Chonburi FC                 | F. C. Ameri                 | Heberty                             | Ratchaburi FC                              | 26                          |
| 2015                        | Buriram United              | Muangthong United           | Suphanburi FC               | Diogo Luís Santo                    | Buriram United                             | 33                          |
| 2016                        | Muangthong United           | Bangkok United              | Bangkok Glass               | Cleiton Silva                       | Muangthong United                          | 27                          |
| 2017                        | Buriram United              | Muangthong United           | Bangkok United              | Dragan Bošković                     | Bangkok United                             | 38                          |
| 2018                        | Buriram United              | Bangkok United              | Port FC                     | Diogo Luís Santo                    | Buriram United                             | 34                          |
| 2019                        | Chiangrai United            | Buriram United              | Port FC                     | Lonsana Doumbouya                   | Trat FC                                    | 20                          |
| 2020-21                     | BG Pathum United            | Buriram United              | Port FC                     | Barros Tardeli                      | Samut Prakan City                          | 25                          |
| 2021-22                     | Buriram United              | BG Pathum United            | Bangkok United              | Hamilton Soares de Sá               | Nongbua Pitchaya                           | 19                          |
| 2022-23                     | Buriram United              | Bangkok United              | Port FC                     | Supachai Chaided                    | Buriram United                             | 19                          |
| 2023-24                     | Buriram United              | Bangkok United              | Port FC                     | Supachai Chaided                    | Buriram United                             | 21                          |
| 2024-25                     | Buriram United              | Bangkok United              | BG Pathum United            | Guilherme Bissoli                   | Buriram United                             | 22                          |

### Palmarés
| Club                        | Títulos | Subcampeonatos | Años de los campeonatos                                         |
| --------------------------- | ------- | -------------- | --------------------------------------------------------------- |
| Buriram United              | 11      | 4              | 2008, 2011, 2013, 2014, 2015, 2017, 2018, 2022, 2023, 2024,2025 |
| Muangthong United           | 4       | 3              | 2009, 2010, 2012, 2016                                          |
| Police Tero FC              | 2       | 3              | 2000, 2001-02                                                   |
| Air Force United            | 2       | 2              | 1997, 1999                                                      |
| Krung Thai Bank †           | 2       | 1              | 2002-03, 2003-04                                                |
| Chonburi FC                 | 1       | 5              | 2007                                                            |
| Bangkok United              | 1       | 4              | 2006                                                            |
| Sinthana FC †               | 1       | 1              | 1998                                                            |
| BG Pathum United            | 1       | 1              | 2020-21                                                         |
| Bangkok Bank †              | 1       | –              | 1996-97                                                         |
| Thailand Tobacco Monopoly † | 1       | –              | 2004-05                                                         |
| Chiangrai United            | 1       | –              | 2019                                                            |
| Osotspa M-150               | –       | 2              |                                                                 |
| Stock Exchange of Thailand  | –       | 1              |                                                                 |

- † Equipo desaparecido.

## Goleadores históricos
- Actualizado al 26 de mayo 2024

| Rank | Jugador             | Periodo                   | Goles | Partidos |
| ---- | ------------------- | ------------------------- | ----- | -------- |
| 1    | Heberty Fernandes   | 2014–2023                 | 159   | 249      |
| 2    | Cleiton Silva       | 2010–2019                 | 144   | 193      |
| 3    | Teerasil Dangda     | 2009–2017, 2019, 2021–    | 143   | 336      |
| 4    | Diogo Luis Santo    | 2015–2022                 | 118   | 132      |
| 5    | Dragan Boškovic     | 2013–2021                 | 118   | 209      |
| 6    | Leandro Assumpcao   | 2011–2021                 | 116   | 227      |
| 7    | Pipob On-Mo         | 2006–2019                 | 108   | 404      |
| 8    | Sarayuth Chaikamdee | 2001–2004, 2007–2013–2014 | 101   | 233      |
| 9    | Teeratep Winothai   | 2006–2014, 2016–2022      | 96    | 206      |
| 10   | Mario Gjurovski     | 2012–2019                 | 93    | 197      |

## Clasificación histórica
- Clasificación histórica desde la instauración de la Liga de Tailandia en la temporada 1996-97, hasta finalizada la temporada 2020-21. Un total de 19 clubes han formado parte de la máxima categoría del fútbol de Islas Salomón.
- En color los equipos que disputan la Liga de Tailandia 2022-23.

| N.º | Club                      | Temp. | P.D. | P.G. | P.E. | P.P. | G.F. | G.C. | Dif. | Puntos |
| --- | ------------------------- | ----- | ---- | ---- | ---- | ---- | ---- | ---- | ---- | ------ |
| 1   | Buriram United            | 16    | 490  | 289  | 118  | 83   | 901  | 430  | +471 | 985    |
| 2   | Police Tero               | 23    | 640  | 265  | 180  | 195  | 969  | 786  | +183 | 975    |
| 3   | Port                      | 22    | 608  | 238  | 151  | 219  | 832  | 779  | +53  | 856    |
| 4   | Chonburi                  | 15    | 473  | 231  | 134  | 108  | 757  | 536  | +221 | 827    |
| 5   | Muangthong United         | 12    | 391  | 235  | 88   | 68   | 766  | 397  | +369 | 784    |
| 6   | Super Power Samut Prakan  | 20    | 555  | 188  | 172  | 195  | 727  | 810  | -83  | 736    |
| 7   | Bangkok United            | 15    | 441  | 190  | 113  | 138  | 684  | 582  | +102 | 683    |
| 8   | BG Pathum United          | 11    | 361  | 165  | 91   | 105  | 584  | 436  | +148 | 586    |
| 9   | TOT                       | 17    | 472  | 144  | 129  | 199  | 526  | 659  | -133 | 561    |
| 10  | Army United               | 14    | 411  | 132  | 112  | 171  | 520  | 602  | -82  | 508    |
| 11  | Chiangrai United          | 10    | 331  | 133  | 94   | 104  | 478  | 429  | +49  | 493    |
| 12  | Suphanburi                | 10    | 315  | 108  | 85   | 122  | 400  | 417  | -17  | 409    |
| 13  | Navy                      | 14    | 393  | 99   | 104  | 190  | 392  | 600  | -208 | 401    |
| 14  | Bangkok Bank              | 12    | 280  | 100  | 100  | 80   | 339  | 306  | +33  | 400    |
| 15  | Ratchaburi Mitr Phol      | 8     | 262  | 105  | 66   | 91   | 402  | 357  | +45  | 381    |
| 16  | TTM                       | 12    | 320  | 90   | 107  | 123  | 342  | 413  | -71  | 377    |
| 17  | Pattaya United            | 9     | 289  | 96   | 74   | 119  | 362  | 419  | -57  | 362    |
| 18  | BBCU                      | 12    | 304  | 89   | 87   | 128  | 368  | 465  | -97  | 354    |
| 19  | Krung Thai Bank           | 11    | 258  | 90   | 74   | 94   | 323  | 329  | -6   | 344    |
| 20  | Air Force United          | 10    | 252  | 90   | 66   | 96   | 352  | 364  | -12  | 336    |
| 21  | Police United             | 10    | 298  | 82   | 90   | 126  | 343  | 390  | -47  | 336    |
| 22  | Chainat Hornbill          | 7     | 233  | 65   | 65   | 103  | 309  | 381  | -72  | 260    |
| 23  | Samut Songkhram           | 7     | 228  | 62   | 64   | 102  | 206  | 300  | -94  | 250    |
| 24  | Sisaket                   | 8     | 235  | 61   | 67   | 107  | 272  | 383  | -111 | 250    |
| 25  | Nakhon Ratchasima         | 6     | 193  | 66   | 50   | 77   | 230  | 277  | -43  | 248    |
| 26  | Thai Farmers Bank         | 5     | 122  | 48   | 44   | 30   | 190  | 149  | -41  | 188    |
| 27  | RBAC                      | 6     | 144  | 48   | 44   | 36   | 184  | 170  | +14  | 188    |
| 28  | Sukhothai                 | 5     | 159  | 47   | 45   | 67   | 234  | 267  | -33  | 186    |
| 29  | PT Prachuap               | 3     | 94   | 34   | 25   | 35   | 123  | 137  | -14  | 127    |
| 30  | Songkhla United           | 3     | 104  | 24   | 33   | 47   | 115  | 173  | -58  | 105    |
| 31  | Raj Pracha                | 3     | 78   | 26   | 25   | 27   | 116  | 118  | -2   | 103    |
| 32  | Nakhon Pathom United      | 3     | 90   | 25   | 24   | 41   | 86   | 120  | -34  | 99     |
| 33  | Samut Prakan City         | 2     | 60   | 26   | 12   | 22   | 102  | 101  | +1   | 90     |
| 34  | Thai Honda Ladkrabang     | 3     | 86   | 19   | 21   | 46   | 92   | 132  | -40  | 78     |
| 35  | PTT Rayong                | 2     | 68   | 19   | 20   | 29   | 82   | 106  | -24  | 77     |
| 36  | Ubon UMT United           | 2     | 68   | 18   | 19   | 31   | 94   | 112  | -18  | 73     |
| 37  | Thawiwatthana             | 2     | 64   | 15   | 17   | 32   | 60   | 77   | -17  | 62     |
| 38  | Trat                      | 2     | 60   | 13   | 13   | 34   | 78   | 111  | -33  | 52     |
| 39  | Saraburi United           | 1     | 34   | 8    | 11   | 15   | 41   | 56   | -15  | 35     |
| 40  | Bagkok Bank of Commerce   | 2     | 56   | 7    | 13   | 36   | 45   | 112  | -67  | 34     |
| 41  | Raj-Vithi                 | 1     | 34   | 8    | 8    | 18   | 43   | 71   | -28  | 32     |
| 42  | Chiangmai                 | 1     | 30   | 7    | 7    | 16   | 39   | 62   | -23  | 28     |
| 43  | Khonkaen                  | 1     | 34   | 6    | 9    | 19   | 33   | 68   | -35  | 27     |
| 44  | Customs Ladkrabang United | 1     | 30   | 5    | 5    | 20   | 18   | 39   | -21  | 20     |
| 45  | Rayong                    | 1     | 30   | 4    | 3    | 23   | 24   | 69   | -45  | 15     |
| 46  | Bangkok Christian College | 1     | 18   | 2    | 3    | 13   | 16   | 44   | -28  | 9      |
| 47  | Thamrongthai              | 1     | 34   | 1    | 6    | 27   | 26   | 101  | -75  | 9      |
| 48  | JL Chiangmai United       | 0     | 0    | 0    | 0    | 0    | 0    | 0    | 0    | 0      |
| 49  | Khon Kaen United          | 0     | 0    | 0    | 0    | 0    | 0    | 0    | 0    | 0      |
| 50  | Nongbua Pitchaya          | 0     | 0    | 0    | 0    | 0    | 0    | 0    | 0    | 0      |